# Tuyển tập truyện ngắn
Tuyển tập truyện ngắn là một tập truyện ngắn và/hoặc tiểu thuyết ngắn của một tác giả. Tuyển tập truyện ngắn được phân biệt với hợp tuyển, chứa nhiều tác phẩm của nhiều tác giả khác nhau (ví dụ, Les Soirées de Médan). Các câu truyện trong một tuyển tập có thể có hoặc không có chung tông điệu, chủ đề, bối cảnh hoặc nhân vật với nhau.